# Szwecja na Letnich Igrzyskach Olimpijskich 2024
Szwecję na Letnich Igrzyskach Olimpijskich 2024 – występ kadry sportowców reprezentujących Szwecję na igrzyskach olimpijskich, które odbyły się w Paryżu, w dniach 26 lipca – 11 sierpnia 2024 roku.
Reprezentacja Szwecji liczyła 119 zawodników: 58 mężczyzn i 61 kobiet którzy wystąpili w 18 dyscyplinach. Był to 29. start reprezentacji Szwecji na letnich igrzyskach olimpijskich.
Chorążym reprezentacji podczas ceremonii otwarcia zostali: jeździec Peder Fredricson oraz żeglarka Josefin Olsson.

## Zdobyte medale[1]
| Medale według dni | Medale według dni | Medale według dni | Medale według dni | Medale według dni | Medale według dni |
| ----------------- | ----------------- | ----------------- | ----------------- | ----------------- | ----------------- |
| Dzień             | Data              |                   |                   |                   |                   |
| Dzień 0           | 26.07             | —                 | —                 | —                 | —                 |
| Dzień 1           | 27.07             | 0                 | 0                 | 1                 | 1                 |
| Dzień 2           | 28.07             | 0                 | 0                 | 1                 | 1                 |
| Dzień 3           | 29.07             | 0                 | 1                 | 0                 | 1                 |
| Dzień 4           | 30.07             | 0                 | 0                 | 0                 | 0                 |
| Dzień 5           | 31.07             | 1                 | 0                 | 0                 | 1                 |
| Dzień 6           | 1.08              | 0                 | 0                 | 0                 | 0                 |
| Dzień 7           | 2.08              | 0                 | 1                 | 0                 | 1                 |
| Dzień 8           | 3.08              | 0                 | 0                 | 0                 | 0                 |
| Dzień 9           | 4.08              | 1                 | 1                 | 0                 | 2                 |
| Dzień 10          | 5.08              | 1                 | 0                 | 0                 | 1                 |
| Dzień 11          | 6.08              | 0                 | 0                 | 0                 | 0                 |
| Dzień 12          | 7.08              | 0                 | 0                 | 0                 | 0                 |
| Dzień 13          | 8.08              | 0                 | 0                 | 1                 | 1                 |
| Dzień 14          | 9.08              | 0                 | 1                 | 0                 | 1                 |
| Dzień 15          | 10.08             | 1                 | 0                 | 0                 | 1                 |
| Dzień 16          | 11.08             | 0                 | 0                 | 0                 | 0                 |

| Medal  | Zawodnik                                         | Dyscyplina        | Konkurencja                   | Rezultat  | Data        |
| ------ | ------------------------------------------------ | ----------------- | ----------------------------- | --------- | ----------- |
| Złoto  | Sarah Sjöström                                   | Pływanie          | 100 m stylem dowolnym (k)     | 52,16 s   | 31 lipca    |
| Złoto  | Sarah Sjöström                                   | Pływanie          | 50 m stylem dowolnym (k)      | 23,71 s   | 4 sierpnia  |
| Złoto  | Armand Duplantis                                 | Lekkoatletyka     | skok o tyczce (m)             | 6,25 m    | 5 sierpnia  |
| Złoto  | David Åhman Jonatan Hellvig                      | Siatkówka plażowa | turniej mężczyzn              | –         | 10 sierpnia |
| Srebro | Victor Lindgren                                  | Strzelectwo       | Karabin pneumatyczny,10 m (m) | 251,4 pkt | 29 lipca    |
| Srebro | Vilma Bobeck Rebecca Netzler                     | Żeglarstwo        | klasa 49erFX                  | 76.0 pkt  | 2 sierpnia  |
| Srebro | Truls Möregårdh                                  | Tenis stołowy     | gra pojedyncza (m)            | –         | 4 sierpnia  |
| Srebro | Kristian Karlsson Anton Källberg Truls Möregårdh | Tenis stołowy     | drużynowo (m)                 | –         | 9 sierpnia  |
| Brąz   | Tara Babulfath                                   | Judo              | do 48 kg (k)                  | –         | 27 lipca    |
| Brąz   | Jenny Rissveds                                   | Kolarstwo górskie | Cross-country (k)             | 1:29:04   | 28 lipca    |
| Brąz   | Anton Dahlberg Lovisa Karlsson                   | Żeglarstwo        | klasa 470                     | 47.0 pkt  | 8 sierpnia  |

## Skład kadry

### Boks
| Zawodnik         | Konkurencja | 1/16                      | 1/8                      | Ćwierćfinał      | Półfinał         | Finał            | Finał   | Źródło |
| Zawodnik         | Konkurencja | Przeciwnik Wynik          | Przeciwnik Wynik         | Przeciwnik Wynik | Przeciwnik Wynik | Przeciwnik Wynik | Miejsce | Źródło |
| ---------------- | ----------- | ------------------------- | ------------------------ | ---------------- | ---------------- | ---------------- | ------- | ------ |
| Nebil Ibrahim    | -57 kg (M)  | Abusal W 5-0              | Abdumalik Khalokov P 0-5 | NQ               | NQ               | NQ               | 9.      | [ 2 ]  |
| Agnes Alexiusson | -60 kg (K)  | María José Palacios P 1-4 | NQ                       | NQ               | NQ               | NQ               | 17.     | [ 3 ]  |

### Golf
| Zawodnik     | Konkurencja | Runda 1 | Runda 2 | Runda 3 | Runda 4 | Łącznie | Łącznie | Łącznie | Źródło |
| Zawodnik     | Konkurencja | Wynik   | Wynik   | Wynik   | Wynik   | Wynik   | Par     | Pozycja | Źródło |
| ------------ | ----------- | ------- | ------- | ------- | ------- | ------- | ------- | ------- | ------ |
| Ludvig Åberg | mężczyźni   | 68      | 70      | 66      | 72      | 276     | -8      | 18.     |        |
| Alex Norén   | mężczyźni   | 67      | 74      | 71      | 73      | 285     | +1      | 45.     |        |
| Linn Grant   | kobiety     | 74      | 71      | 73      | 71      | 289     | +1      | 27.     |        |
| Maja Stark   | kobiety     | 72      | 72      | 71      | 69      | 284     | -4      | 10.     |        |

### Jeździectwo

#### Ujeżdżenie
| Zawodnik                                       | Konkurencja   | Koń           | Grand Prix | Grand Prix | Grand Prix Special | Grand Prix Special | Grand Prix Freestyle | Grand Prix Freestyle | Finał   | Finał | Źródło |
| Zawodnik                                       | Konkurencja   | Koń           | Wynik      | Poz.       | Wynik              | Poz.               | Technicznie          | Artystycznie         | Wynik   | Poz.  | Źródło |
| ---------------------------------------------- | ------------- | ------------- | ---------- | ---------- | ------------------ | ------------------ | -------------------- | -------------------- | ------- | ----- | ------ |
| Patrik Kittel                                  | indywidualnie | Touchdown     | 74.317     | 13.        | —                  | —                  | 75.107               | 86.600               | 80.854  | 14.   |        |
| Therese Nilshagen                              | indywidualnie | Dante Weltino | 73.991     | 15.        | —                  | —                  | 69.714               | 79.714               | 74.714  | 18.   |        |
| Juliette Ramel                                 | indywidualnie | Buriel K.H.   | 71.553     | 25.        | —                  | —                  | NQ                   | NQ                   | 71.553  | 25.   |        |
| Patrik Kittel Therese Nilshagen Juliette Ramel | drużynowo     | jak wyżej     | 219.861    | 5.         | 212.811            | 7.                 | —                    | —                    | 212.811 | 7.    |        |

#### Skoki przez przeszkody
| Zawodnik                                                   | Konkurencja   | Koń            | Kwalifikacje | Kwalifikacje | Kwalifikacje | Finał | Finał  | Finał | Dogrywka | Dogrywka | Dogrywka | Źródło |
| Zawodnik                                                   | Konkurencja   | Koń            | Kary         | Czas         | Poz.         | Kary  | Czas   | Poz.  | Kary     | Czas     | Poz.     | Źródło |
| ---------------------------------------------------------- | ------------- | -------------- | ------------ | ------------ | ------------ | ----- | ------ | ----- | -------- | -------- | -------- | ------ |
| Rolf-Göran Bengtsson                                       | indywidualnie | Zuccero HV     | 4            | 75,15        | 32.          | NQ    | NQ     | NQ    | NQ       | NQ       | NQ       |        |
| Henrik von Eckermann                                       | indywidualnie | King Edward    | 0            | 74,50        | 7.           | ELM   | ELM    | ELM   | ELM      | ELM      | ELM      |        |
| Peder Fredricson                                           | indywidualnie | Catch Me Not S | 8            | 74,50        | 43.          | NQ    | NQ     | NQ    | NQ       | NQ       | NQ       |        |
| Rolf-Göran Bengtsson Henrik von Eckermann Peder Fredricson | drużynowo     | jak wyżej      | 17           | 237,93       | 8.           | 12    | 229.76 | 6.    | —        | —        | —        | [ 4 ]  |

#### WKKW
| Zawodnik                                    | Konkurencja   | Koń                      | Ujeżdżenie | Ujeżdżenie | Cross country | Cross country | Cross country | Skoki        | Skoki        | Skoki        | Skoki | Skoki | Pozycja | Źródło |
| Zawodnik                                    | Konkurencja   | Koń                      | Ujeżdżenie | Ujeżdżenie | Cross country | Cross country | Cross country | Kwalifikacje | Kwalifikacje | Kwalifikacje | Finał | Finał | Pozycja | Źródło |
| Zawodnik                                    | Konkurencja   | Koń                      | Kary       | Poz.       | Kary          | Suma          | Poz.          | Kary         | Suma         | Poz.         | Kary  | Suma  | Poz.    | Źródło |
| ------------------------------------------- | ------------- | ------------------------ | ---------- | ---------- | ------------- | ------------- | ------------- | ------------ | ------------ | ------------ | ----- | ----- | ------- | ------ |
| Frida Andersen                              | indywidualnie | BOX LEO                  | 33,3       | 33.        | 0,0           | 33,3          | 20.           | 0,0          | 33,3         | 13.          | 0.0   | 33,3  | 12.     | [ 5 ]  |
| Louise Romeike                              | indywidualnie | CASPIAN 15               | 37,7       | 24.        | 0,8           | 38,5          | 25.           | 5,6          | 44,1         | 24.          | 0,4   | 44,5  | 24.     | [ 5 ]  |
| Sofia Sjöborg                               | indywidualnie | BRYJAMOLGA VH MARIENSHOF | 33,3       | 51.        | 15,0          | 48,3          | 37.           | 4,8          | 53,1         | 33.          | NQ    | NQ    | 33.     | [ 5 ]  |
| Frida Andersen Louise Romeike Sofia Sjöborg | drużynowo     | jak wyżej                | 104,3      | 13.        | 15.8          | 120,1         | 7.            | 10,4         | 130,5        | —            | —     | —     | 6.      | [ 6 ]  |

### Judo
| Zawodnik       | Konkurencja | 1/16 finału            | 1/8 finału                   | Ćwierćfinał            | Półfinał               | Repasaże                  | Finał / 3. miejsce | Finał / 3. miejsce | Źródła |
| Zawodnik       | Konkurencja | Przeciwnik Wynik       | Przeciwnik Wynik             | Przeciwnik Wynik       | Przeciwnik Wynik       | Przeciwnik Wynik          | Przeciwnik Wynik   | Pozycja            | Źródła |
| -------------- | ----------- | ---------------------- | ---------------------------- | ---------------------- | ---------------------- | ------------------------- | ------------------ | ------------------ | ------ |
| Marcus Nyman   | -90 kg (m)  | Eduard Trippel W 1-0   | Aram Grigorian P 0-10        | NQ                     | NQ                     | NQ                        | NQ                 | 9.                 |        |
| Tara Babulfath | -48 kg (k)  | Lee Hye-kyeong W 10-00 | Khalimajon Kurbonova W 10-00 | Assunta Scutto W 10-00 | Natsumi Tsunoda P 0-10 | Abiba Abużakynowa W 10-00 | —                  | brąz               |        |

### Kajakarstwo

#### Kajakarstwo klasyczne
| Zawodnik                    | Konkurencja | Kwalifikacje | Kwalifikacje | Ćwierćfinały | Ćwierćfinały | Półfinały | Półfinały | Finał   | Finał      | Źródło |
| Zawodnik                    | Konkurencja | Czas         | Miejsce      | Czas         | Miejsce      | Czas      | Miejsce   | Czas    | Miejsce    | Źródło |
| --------------------------- | ----------- | ------------ | ------------ | ------------ | ------------ | --------- | --------- | ------- | ---------- | ------ |
| Martin Nathell              | K-1 1000 m  | 3:28,36      | 2.           | —            | —            | 3:30.14   | 4.        | 3:31.06 | 7. Finał A |        |
| Melina Andersson            | K-1 500 m   | 1:51,84      | 3.           | 1:49.21      | 1.           | 1:50.79   | 4.        | 1:52.65 | 4. Finał B |        |
| Linnea Stensils             | K-1 500 m   | 1:50,16      | 1.           | —            | —            | 1:50.75   | 3.        | 1:52.59 | 3. Finał B |        |
| Linnea Stensils Moa Wikberg | K-2 500 m   | 1:40,97      | 2.           | —            | —            | 1:40,06   | 5.        | NQ      | NQ         |        |

#### Kajakarstwo górskie
| Zawodnik      | Konkurencja    | Eliminacje | Eliminacje | Eliminacje | Eliminacje | Eliminacje | Eliminacje | Półfinały | Półfinały | Finał  | Finał   | Źródło |
| Zawodnik      | Konkurencja    | P 1        | M.         | P 2        | M.         | Razem      | M.         | Czas      | Miejsce   | Czas   | Miejsce | Źródło |
| ------------- | -------------- | ---------- | ---------- | ---------- | ---------- | ---------- | ---------- | --------- | --------- | ------ | ------- | ------ |
| Isak Öhrström | Slalom K-1 (m) | 87,43      | 13.        | 135,55     | 21.        | 89,43      | 15.        | 94,69     | 9.        | 147,39 | 12.     |        |

| Zawodnik      | Konkurencja   | Kwalifikacje | Kwalifikacje | Eliminacje | Ćwierćfinały | Ćwierćfinały | Półfinały | Półfinały | Finał | Finał   | Źródło |
| Zawodnik      | Konkurencja   | Czas         | Miejsce      | Miejsce    | Czas         | Miejsce      | Czas      | Miejsce   | Czas  | Miejsce | Źródło |
| ------------- | ------------- | ------------ | ------------ | ---------- | ------------ | ------------ | --------- | --------- | ----- | ------- | ------ |
| Isak Öhrström | Cross K-1 (m) | 70,29        | 16.          | 28.        | NQ           | NQ           | NQ        | NQ        | NQ    | NQ      |        |

### Kolarstwo

#### Kolarstwo szosowe
| Zawodnik           | Konkurencja                    | Czas    | Pozycja | Źródło |
| ------------------ | ------------------------------ | ------- | ------- | ------ |
| Jakob Söderqvist   | Wyścig ze startu wspólnego (m) | 6:33,56 | 58.     | [ 7 ]  |
| Caroline Andersson | Wyścig ze startu wspólnego (k) | 4:02,57 | 14.     |        |

#### Kolarstwo górskie
| Zawodnik       | Konkurencja       | Czas    | Pozycja | Źródło |
| -------------- | ----------------- | ------- | ------- | ------ |
| Jenny Rissveds | Cross-country (k) | 1:29:04 | brąz    | [ 8 ]  |

### Lekkoatletyka

#### Konkurencje biegowe
| Zawodnik          | Konkurencja            | Eliminacje | Eliminacje | Repasaże | Repasaże | Półfinał | Półfinał | Finał   | Finał   | Źródło |
| Zawodnik          | Konkurencja            | Wynik      | Miejsce    | Wynik    | Miejsce  | Wynik    | Miejsce  | Wynik   | Miejsce | Źródło |
| ----------------- | ---------------------- | ---------- | ---------- | -------- | -------- | -------- | -------- | ------- | ------- | ------ |
| Henrik Larsson    | 100 m (m)              | 10,24      | 40.        | —        | —        | NQ       | NQ       | NQ      | NQ      | [ 9 ]  |
| Julia Henriksson  | 100 m (k)              | 11,26      | 27.        | —        | —        | NQ       | NQ       | NQ      | NQ      |        |
| Julia Henriksson  | 200 m (k)              | 22,79      | 16.        | —        | —        | 22,88    | 21.      | NQ      | NQ      |        |
| Nora Lindahl      | 200 m (k)              | 23,33      | 35.        | 23,51    | 21.      | NQ       | NQ       | NQ      | NQ      |        |
| Erik Erlandsson   | 200 m (m)              | 20,65      | 31.        | 20,49    | 5.       | 20,93    | 23.      | NQ      | NQ      |        |
| Andreas Kramer    | 800 m (m)              | 1:44,93    | 3.         | —        | —        | 1:46,52  | 23.      | NQ      | NQ      |        |
| Samuel Pihlström  | 1500 m (m)             | 3:36,80    | 21.        | 3:33,58  | 4.       | NQ       | NQ       | NQ      | NQ      |        |
| Andreas Almgren   | 5000 m (m)             | DNS        | DNS        | DNS      | DNS      | DNS      | DNS      | DNS     | DNS     |        |
| Carl Bengtström   | 400 m przez płotki (m) | 49,34      | 4.         | 48,63    | 1.       | 49,56    | 19.      | NQ      | NQ      |        |
| Oskar Edlund      | 400 m przez płotki (m) | 49,74      | 28.        | 48,99    | 9.       | NQ       | NQ       | NQ      | NQ      |        |
| Suldan Hassan     | Maraton (m)            | —          | —          | —        | —        | —        | —        | 2:11:21 | 28.     |        |
| Carolina Wikström | Maraton (k)            | —          | —          | —        | —        | —        | —        | 2:34:20 | 52.     |        |
| Perseus Karlström | Chód na 20 km (m)      | —          | —          | —        | —        | —        | —        | 1:21:05 | 21.     | [ 10 ] |

#### Konkurencje techniczne
| Zawodnik             | Konkurencja        | Eliminacje | Eliminacje | Finał  | Finał   | Źródło |
| Zawodnik             | Konkurencja        | Wynik      | Miejsce    | Wynik  | Miejsce | Źródło |
| -------------------- | ------------------ | ---------- | ---------- | ------ | ------- | ------ |
| Armand Duplantis     | Skok o tyczce (m)  | 5,75       | 1.         | 6,25 m | złoto   |        |
| Thobias Montler      | Skok w dal (m)     | 7,82       | 16.        | NQ     | NQ      |        |
| Daniel Ståhl         | Rzut dyskiem (m)   | 65,16      | 8.         | 66,95  | 7.      |        |
| Ragnar Carlsson      | Rzut młotem (m)    | 73.96      | 15.        | NQ     | NQ      |        |
| Maja Åskag           | Trójskok (k)       | 13.79      | 19.        | NQ     | NQ      |        |
| Axelina Johansson    | Pchnięcie kulą (k) | 18.16      | 12.        | 18.03  | 10.     |        |
| Fanny Roos           | Pchnięcie kulą (k) | 18.17      | 10.        | 18.78  | 7.      |        |
| Vanessa Kamga        | Rzut dyskiem (k)   | 65.14      | 4.         | 65.05  | 5.      |        |
| Caisa-Marie Lindfors | Rzut dyskiem (k)   | 69.12      | 27.        | NQ     | NQ      |        |

### Pięciobój nowoczesny
| Zawodnik       | Konkurencja | Półfinał        | Półfinał   | Półfinał   | Półfinał | Półfinał | Półfinał | Półfinał    | Półfinał    | Półfinał    | Półfinał                               | Półfinał                               | Półfinał                               | Półfinał     | Półfinał | Finał | Źródło |
| Zawodnik       | Konkurencja | Szermierka      | Szermierka | Szermierka | Pływanie | Pływanie | Pływanie | Jazda konna | Jazda konna | Jazda konna | Kombinacja: strzelanie/bieg przełajowy | Kombinacja: strzelanie/bieg przełajowy | Kombinacja: strzelanie/bieg przełajowy | Suma punktów | Pozycja  | Finał | Źródło |
| Zawodnik       | Konkurencja | Wynik (wygrane) | M.         | Punkty     | Czas     | M.       | Punkty   | Kary        | M.          | Punkty      | Czas                                   | M.                                     | Punkty                                 | Suma punktów | Pozycja  | Finał | Źródło |
| -------------- | ----------- | --------------- | ---------- | ---------- | -------- | -------- | -------- | ----------- | ----------- | ----------- | -------------------------------------- | -------------------------------------- | -------------------------------------- | ------------ | -------- | ----- | ------ |
| Marlena Jawaid | Kobiety     | 18              | 15.        | 215        | 2:20.65  | 13.      | 269      | 10          | 11          | 290         | 12:09.81                               | 13.                                    | 571                                    | 1345         | 12.      | NQ    |        |

### Piłka ręczna

#### Turniej kobiet
- Reprezentacja kobiet

| - Johanna Bundsen - Nina Koppang - Carin Strömberg - Linn Blohm - Jamina Roberts - Mathilda Lundström - Evelina Eriksson - Emma Lindqvist |  | - Nathalie Hagman - Kristin Thorleifsdóttir - Sofia Hvenfelt - Elin Hansson - Jenny Carlson - Olivia Löfqvist - Tyra Axnér |

| Drużyna | Konkurencja    | Faza grupowa     | Faza grupowa     | Faza grupowa     | Faza grupowa             | Faza grupowa     | Faza grupowa | Ćwierćfinały     | Półfinały        | Finał / mecz o 3. miejsce | Pozycja | Źródło |
| Drużyna | Konkurencja    | Przeciwnik Wynik | Przeciwnik Wynik | Przeciwnik Wynik | Przeciwnik Wynik         | Przeciwnik Wynik | Pozycja      | Przeciwnik Wynik | Przeciwnik Wynik | Przeciwnik Wynik          | Pozycja | Źródło |
| ------- | -------------- | ---------------- | ---------------- | ---------------- | ------------------------ | ---------------- | ------------ | ---------------- | ---------------- | ------------------------- | ------- | ------ |
| Szwecja | turniej kobiet | Norwegia W 32:28 | Niemcy W 31:28   | Dania P 23:25    | Korea Południowa W 27:21 | Słowenia W 27:23 | 2.           | Węgry W 36:32    | Francja P 28:31  | Dania P 25:30             | 4.      |        |

#### Turniej mężczyzn
- Reprezentacja mężczyzn

| - Jonathan Carlsbogård - Max Darj - Felix Möller - Daniel Pettersson - Andreas Palicka - Sebastian Karlsson - Hampus Wanne - Tobias Thulin |  | - Felix Claar - Lucas Pellas - Albin Lagergren - Jim Gottfridsson - Jonathan Edvardsson - Oscar Bergendahl - Lukas Sandell - Karl Wallinius |

| Drużyna | Konkurencja      | Faza grupowa     | Faza grupowa      | Faza grupowa     | Faza grupowa      | Faza grupowa     | Faza grupowa | Ćwierćfinały     | Półfinały        | Finał / mecz o 3. miejsce | Pozycja | Źródło |
| Drużyna | Konkurencja      | Przeciwnik Wynik | Przeciwnik Wynik  | Przeciwnik Wynik | Przeciwnik Wynik  | Przeciwnik Wynik | Pozycja      | Przeciwnik Wynik | Przeciwnik Wynik | Przeciwnik Wynik          | Pozycja | Źródło |
| ------- | ---------------- | ---------------- | ----------------- | ---------------- | ----------------- | ---------------- | ------------ | ---------------- | ---------------- | ------------------------- | ------- | ------ |
| Szwecja | turniej mężczyzn | Niemcy P 27:30   | Hiszpania W 29:26 | Słowenia P 24:29 | Chorwacja W 38:27 | Japonia W 40:27  | 4.           | Dania P 31:32    | NQ               | NQ                        | 7.      |        |

### Pływanie
| Zawodnik                                                                 | Konkurencja                            | Eliminacje | Eliminacje | Półfinał | Półfinał | Finał   | Finał   | Źródło |
| Zawodnik                                                                 | Konkurencja                            | Czas       | Miejsce    | Czas     | Miejsce  | Czas    | Miejsce | Źródło |
| ------------------------------------------------------------------------ | -------------------------------------- | ---------- | ---------- | -------- | -------- | ------- | ------- | ------ |
| Björn Seeliger                                                           | 50 m st. dowolnym (m)                  | 22,21      | 31.        | NQ       | NQ       | NQ      | NQ      |        |
| Björn Seeliger                                                           | 100 m st. dowolnym (m)                 | 49,70      | 40.        | NQ       | NQ       | NQ      | NQ      |        |
| Victor Johansson                                                         | 400 m st. dowolnym (m)                 | 3:47,98    | 18.        | —        | —        | NQ      | NQ      |        |
| Victor Johansson                                                         | 800 m st. dowolnym (m)                 | 7:49,14    | 10.        | —        | —        | NQ      | NQ      |        |
| Victor Johansson                                                         | 1500 m st. dowolnym (m)                | 15:05,53   | 17.        | —        | —        | NQ      | NQ      |        |
| Victor Johansson                                                         | 10 km na otwartym akwenie (m)          | N/A        | N/A        | N/A      | N/A      | DNS     | DNS     |        |
| Erik Persson                                                             | 200 m st. klasycznym (m)               | 2:10,35    | 7.         | 2:10,11  | 13.      | NQ      | NQ      |        |
| Isak Eliasson Robin Hanson Erik Persson Björn Seeliger                   | sztafeta 4 × 100 m stylem dowolnym (m) | 3:15,71    | 15.        | —        | —        | NQ      | NQ      |        |
| Michelle Coleman                                                         | 50 m st. dowolnym (k)                  | 24.55      | 7.         | 24,47    | 9.       | NQ      | NQ      |        |
| Michelle Coleman                                                         | 100 m st. dowolnym (k)                 | 54,10      | 14.        | 53,75    | 12.      | NQ      | NQ      |        |
| Sarah Sjöström                                                           | 50 m st. dowolnym (k)                  | 23.85      | 1.         | 23.66    | 1.       | 23.71   | złoto   |        |
| Sarah Sjöström                                                           | 100 m st. dowolnym (k)                 | 52,99      | 1.         | 52,87    | 6.       | 52,16   | złoto   |        |
| Sophie Hansson                                                           | 100 m st. klasycznym (k)               | 1:06,66    | 13.        | 1:06,96  | 13.      | NQ      | NQ      |        |
| Sophie Hansson                                                           | 200 m st. klasycznym (k)               | 2:28.10    | 20.        | NQ       | NQ       | NQ      | NQ      |        |
| Louise Hansson                                                           | 100 m st. motylkowym (k)               | 56,97      | 6.         | 56,92    | 7.       | 56,22   | 5.      |        |
| Louise Hansson                                                           | 100 m st. grzbietowym (k)              | 57,57      | 12.        | 56,93    | 8.       | 57,34   | 8.      |        |
| Michelle Coleman Louise Hansson Sara Junevik Sarah Sjöström Sofia Åstedt | sztafeta 4 × 100 m dowolnym (k)        | 3:34,35    | 4.         | —        | —        | 3:33,79 | 5.      |        |
| Hanna Rosvall Sophie Hansson Louise Hansson Sarah Sjöström               | sztafeta 4 × 100 m zmiennym (k)        | 3:57,33    | 6.         | —        | —        | 3:56,92 | 7.      |        |
| Hanna Rosvall Erik Persson Sara Junevik Robin Hanson                     | 4 × 100 m st. zmiennym (mieszana)      | 3:46,15    | 12.        | —        | —        | NQ      | NQ      | [ 11 ] |

### Siatkówka

#### Siatkówka plażowa
| Zawodnik                    | Konkurencja | Faza grupowa                 | Faza grupowa         | Faza grupowa              | Faza grupowa | 1/8 finału         | Ćwierćfinały           | Półfinały            | Finał / mecz o 3. miejsce | Finał / mecz o 3. miejsce | Źródło |
| Zawodnik                    | Konkurencja | Przeciwnik Wynik             | Przeciwnik Wynik     | Przeciwnik Wynik          | Poz.         | Przeciwnik Wynik   | Przeciwnik Wynik       | Przeciwnik Wynik     | Przeciwnik Wynik          | Poz.                      | Źródło |
| --------------------------- | ----------- | ---------------------------- | -------------------- | ------------------------- | ------------ | ------------------ | ---------------------- | -------------------- | ------------------------- | ------------------------- | ------ |
| David Åhman Jonatan Hellvig | Mężczyzni   | Nicolaidis / Carracher W 2:0 | Cherif / Ahmed P 1:2 | Cottafava / Nicolai P 0:2 | 3.           | Díaz / Alayo W 2:1 | Evandro / Arthur W 2:0 | Cherif / Ahmed W 2:0 | Ehlers / Wickler W 2:0    | złoto                     |        |

### Skateboarding
| Zawodnik       | Konkurencja | Kwalifikacje | Kwalifikacje | Finał  | Finał   | Źródło |
| Zawodnik       | Konkurencja | Punkty       | Miejsce      | Punkty | Miejsce | Źródło |
| Hampus Winberg | Park        | 88.29        | 9.           | NQ     | NQ      |        |

### Skoki do wody
| Zawodnik             | Konkurencja                      | Preeliminacje | Preeliminacje | Półfinał | Półfinał | Finał  | Finał   | Źródło |
| Zawodnik             | Konkurencja                      | Punkty        | Miejsce       | Punkty   | Miejsce  | Punkty | Miejsce | Źródło |
| -------------------- | -------------------------------- | ------------- | ------------- | -------- | -------- | ------ | ------- | ------ |
| Emilia Nilsson Garip | Trampolina 3 m indywidualnie (k) | 295.20        | 10.           | 279.60   | 11.      | 279.40 | 9.      |        |

### Strzelectwo
| Zawodnik                         | Konkurencja                                   | Eliminacje | Eliminacje | Finał  | Finał   | Źródło |
| Zawodnik                         | Konkurencja                                   | Punkty     | Miejsce    | Punkty | Miejsce | Źródło |
| -------------------------------- | --------------------------------------------- | ---------- | ---------- | ------ | ------- | ------ |
| Rickard Levin Andersson          | Trap (m)                                      | 295.20     | 10.        | 30     | 4.      |        |
| Victor Lindgren                  | Karabin pneumatyczny, 10 m (m)                | 630.7      | 6.         | 251.4  | srebro  |        |
| Victor Lindgren                  | Karabin małokalibrowy, trzy postawy, 50 m (m) | 589        | 13.        | NQ     | NQ      |        |
| Marcus Madsen                    | Karabin pneumatyczny, 10 m (m)                | 625.0      | 40.        | NQ     | NQ      |        |
| Marcus Madsen                    | Karabin małokalibrowy, trzy postawy, 50 m (m) | 589        | 12.        | NQ     | NQ      |        |
| Stefan Nilsson                   | Skeet (m)                                     | 122        | 5.         | 27     | 5.      |        |
| Marcus Svensson                  | Skeet (m)                                     | 118        | 18.        | NQ     | NQ      |        |
| Victoria Larsson                 | Skeet (k)                                     | 118        | 11.        | NQ     | NQ      |        |
| Stina Lawner                     | Pistolet sportowy, 25 m (k)                   | 573        | 30.        | NQ     | NQ      |        |
| Victoria Larsson Marcus Svensson | Skeet (mikst)                                 | 136        | 15.        | NQ     | NQ      |        |

### Tenis stołowy
| Zawodnik                                           | Konkurencja      | Eliminacje       | 1/32 finału      | 1/16 finału      | 1/8 finału           | Ćwierćfinały             | Półfinały        | Finał / mecz o 3. miejsce | Finał / mecz o 3. miejsce | Źródło |
| Zawodnik                                           | Konkurencja      | Przeciwnik Wynik | Przeciwnik Wynik | Przeciwnik Wynik | Przeciwnik Wynik     | Przeciwnik Wynik         | Przeciwnik Wynik | Przeciwnik Wynik          | Pozycja                   | Źródło |
| -------------------------------------------------- | ---------------- | ---------------- | ---------------- | ---------------- | -------------------- | ------------------------ | ---------------- | ------------------------- | ------------------------- | ------ |
| Anton Källberg                                     | Singel (m)       | —                | Idowu W 4-3      | Lebrun P 2-4     | NQ                   | NQ                       | NQ               | NQ                        | 17.                       |        |
| Truls Möregårdh                                    | Singel (m)       | —                | Nuytinck W 4-0   | Wang W 4-2       | Kao W 4-1            | Assar W 4-1              | Calderano W 4-2  | Fan P 1-4                 | srebro                    |        |
| Linda Bergström                                    | Singel (k)       | —                | Wegrzyn W 4-1    | Chen P 1-4       | NQ                   | NQ                       | NQ               | NQ                        | 17.                       |        |
| Christina Källberg                                 | Singel (k)       | —                | Akula P 0-4      | NQ               | NQ                   | NQ                       | NQ               | NQ                        | 33.                       |        |
| Kristian Karlsson Christina Källberg               | turniej mieszany | —                | —                | —                | Campos/Fonseca W 4-1 | Ri/Kim P 1-4             | NQ               | NQ                        | 5.                        |        |
| Kristian Karlsson Anton Källberg Truls Möregårdh   | Drużynowo (m)    | —                | —                | —                | Dania · W 3-0        | Niemcy · W 3-0           | Japonia · W 3-2  | Chiny · P 0-3             |                           |        |
| Filippa Bergand Linda Bergström Christina Källberg | Drużynowo (k)    | —                | —                | —                | Hongkong · W 3-2     | Korea Południowa · P 0-3 | NQ               | NQ                        | 5.                        |        |

### Triathlon
| Zawodnik      | Konkurencja | Czas     | Czas     | Czas             | Czas     | Czas  | Czas    | Pozycja | Źródło |
| Zawodnik      | Konkurencja | Pływanie | Zmiana 1 | Jazda na rowerze | Zmiana 2 | Bieg  | Łączny  | Pozycja | Źródło |
| ------------- | ----------- | -------- | -------- | ---------------- | -------- | ----- | ------- | ------- | ------ |
| Tilda Månsson | Kobiety     | 24:03    | 0:59     | 57:48            | 0:33     | 35:59 | 1:59:22 | 23.     | [ 12 ] |

### Zapasy
| Zawodnik         | Konkurencja | 1/8 finału       | Ćwierćfinał      | Półfinał         | Repasaże         | Finał / 3. miejsce | Finał / 3. miejsce | Źródło |
| Zawodnik         | Konkurencja | Przeciwnik Wynik | Przeciwnik Wynik | Przeciwnik Wynik | Przeciwnik Wynik | Przeciwnik Wynik   | Pozycja            | Źródło |
| ---------------- | ----------- | ---------------- | ---------------- | ---------------- | ---------------- | ------------------ | ------------------ | ------ |
| Jonna Malmgren   | -53 kg (k)  | Argüello W 5–0   | Pang P 1–3       | NQ               | NQ               | NQ                 | 7.                 |        |
| Johanna Lindborg | -62 kg (k)  | Dudova P 3–8     | NQ               | NQ               | NQ               | NQ                 | 10.                |        |

### Żeglarstwo

#### Konkurencje eliminacyjne
| Zawodnik          | Konkurencja | Wyścig | Wyścig | Wyścig | Wyścig | Wyścig | Wyścig | Wyścig | Wyścig | Wyścig | Wyścig | Wyścig | Wyścig | Wyścig | Wyścig | Wyścig | Wyścig | Wyścig | Pozycja | Źródło |
| Zawodnik          | Konkurencja | 1      | 2      | 3      | 4      | 5      | 6      | 7      | 8      | 9      | 10     | 11     | 12     | 13     | 14     | QF     | SF     | F      | Pozycja | Źródło |
| ----------------- | ----------- | ------ | ------ | ------ | ------ | ------ | ------ | ------ | ------ | ------ | ------ | ------ | ------ | ------ | ------ | ------ | ------ | ------ | ------- | ------ |
| Johanna Hjertberg | iQFoil (k)  | 18     | 17     | 6      | 19     | 23     | (24)   | (25)   | 6      | 10     | 20     | 17     | 17     | 18     | 6      | NQ     | NQ     | NQ     | 20.     | [ 13 ] |

#### Konkurencje z wyścigiem medalowym
| Zawodnik                       | Konkurencja | Wyścig | Wyścig | Wyścig | Wyścig | Wyścig | Wyścig | Wyścig | Wyścig | Wyścig | Wyścig | Wyścig | Wyścig | Wyścig | Punkty | Finałowa pozycja | Źródło |
| Zawodnik                       | Konkurencja | 1      | 2      | 3      | 4      | 5      | 6      | 7      | 8      | 9      | 10     | 11     | 12     | M      | Punkty | Finałowa pozycja | Źródło |
| ------------------------------ | ----------- | ------ | ------ | ------ | ------ | ------ | ------ | ------ | ------ | ------ | ------ | ------ | ------ | ------ | ------ | ---------------- | ------ |
| Josefin Olsson                 | ILCA 6      | 36     | 23     | 28     | 9      | 12     | 1      | 5      | 19     | 31     | —      | —      | —      | NQ     | 164    | 17.              |        |
| Vilma Bobeck                   | 49erFX      | 14     | 6      | 15     | 4      | 15     | 10     | 2      | 1      | 5      | 1      | 1      | 17     | 2.     | 76     | srebro           |        |
| Anton Dahlberg Lovisa Karlsson | 470         | 7      | 14     | 1      | 2      | 1      | 13     | 11     | 4      | —      | —      | —      | —      | 8.     | 47     | brąz             |        |
| Emil Järudd Hanna Jonsson      | Nacra 17    | 13     | 18     | 10     | 8      | 9      | 14     | 16     | 13     | 1      | 7      | 6      | 9      | 12.    | 118    | 9.               |        |